# الرزم اهل امارم (لودر)

تعديل مصدري - تعديل

الرزم اهل امارم هي إحدى قرى عزلة زارة بمديرية لودر التابعة لمحافظة أبين، بلغ تعداد سكانها 117 نسمة حسب تعداد اليمن لعام 2004.